# Celleporina conescharellinoides
Celleporina conescharellinoides är en mossdjursart som beskrevs av Gordon 1989. Celleporina conescharellinoides ingår i släktet Celleporina och familjen Celleporidae. Inga underarter finns listade i Catalogue of Life.